# AS Cannes

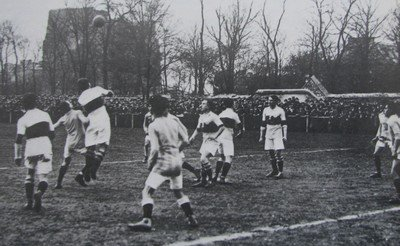
Coupe de France, 1920

Association Sportive de Cannes is een Franse voetbalclub, opgericht in 1909. De club speelt zijn wedstrijden in het Stade Pierre-de-Coubertin in Cannes. AS Cannes speelde diverse seizoenen in de hoogste Franse voetbaldivisie en bereikte verschillende keren het toernooi om de UEFA Cup. Nadat de club in 1998 degradeerde uit de Ligue 1, zette het verval in totdat ze op dinsdag 22 juli 2014 definitief failliet werd verklaard. De club ging opnieuw van start in de zevende klasse. De club komt tijdens 2019/20 uit in Championnat National 3, de Franse 5de klasse. 

## Geschiedenis
De club was in 1932 een van de stichtende clubs van de Franse competitie en speelde hier tot 1949. De club eindigde het volgende seizoen derde, maar belandde daarna in de middenmoot. Na zestien seizoenen in het vagevuur keerde de club eenmalig terug in 1965/66. Het duurde nu 21 jaar vooraleer de club opnieuw kon terugkeren naar de hoogste klasse. Na drie middelmatige seizoenen eindigde de club vierde in 1991 waardoor de club zich plaatste voor de UEFA Cup, waar de club in de tweede ronde verloor van Dinamo Moskou. In de competitie eindigde het seizoen met een degradatie. Na één seizoen keerde de club terug en werd nu zesde waardoor ze zich opnieuw voor de UEFA Cup. Nadat Fenerbahçe in de eerste ronde weggespeeld werd verloor de club in de tweede ronde van Admira Wacker. Na vijf seizoenen degradeerde de club definitief uit de hoogste afdeling.
In 2001 zakte de club nog een divisie lager, naar de Championnat National. In 2006 en 2009 werd de club vierde waardoor het net de promotie misliep. Ondanks een vijfde plaats in 2011 moest de club een stapje terugzetten het volgende seizoen door financiële problemen en de club werd teruggezet naar de vierde klasse. Na drie jaar ging de club failliet en ging daarna opnieuw van start in de zevende klasse. In 2017 komt de club  terug in de nationale reeksen van de Championnat National 3. In 2023 promoveerde de club naar de National 2.

## Erelijst
- Coupe de France (1 keer)

1932

## AS Cannes in Europa
#R = #ronde, Groep = groepsfase, T/U = Thuis/Uit, W = Wedstrijd, PUC = punten UEFA coëfficiënten .
Uitslagen vanuit gezichtspunt AS Cannes
| Seizoen | Competitie    | Ronde        | Land                          | Club              | Totaalscore  | 1e W    | 2e W       | PUC |
| ------- | ------------- | ------------ | ----------------------------- | ----------------- | ------------ | ------- | ---------- | --- |
| 1991/92 | UEFA Cup      | 1R           | Vlag van Portugal             | SC Salgueiros     | 1-1 (4-2 ns) | 0-1 (U) | 1-0 nv (T) | 3.0 |
|         |               | 2R           | Vlag van Sovjet-Unie          | Dinamo Moskou     | 1-2          | 0-1 (T) | 1-1 (U)    | 3.0 |
| 1994/95 | UEFA Cup      | 1R           | Vlag van Turkije              | Fenerbahçe        | 9-1          | 4-0 (T) | 5-1 (U)    | 5.0 |
|         |               | 2R           | Vlag van Oostenrijk           | FC Admira/Wacker  | 3-5          | 1-1 (U) | 2-4 (T)    | 5.0 |
| 1995    | Intertoto Cup | Groep 8      | Vlag van Roemenië             | Farul Constanta   | 0-0          | 0-0 (T) |            | 0.0 |
|         |               | Groep 8      | Vlag van Wit-Rusland          | FK Dnepr Mahiljow | 2-2          | 2-2 (U) |            | 0.0 |
|         |               | Groep 8      | Vlag van Servië en Montenegro | FK Becej          | 1-0          | 1-0 (T) |            | 0.0 |
|         |               | Groep 8 (2e) | Vlag van Polen                | Pogon Szczecin    | 2-1          | 2-1 (U) |            | 0.0 |

Totaal aantal punten voor UEFA coëfficiënten: 8.0
Zie ook
- Deelnemers UEFA-toernooien Frankrijk
- Ranglijst van alle clubs die in de diverse Europa Cups zijn uitgekomen

## Jeugdopleiding
Uit de jeugdopleiding van AS Cannes kwamen onder andere de volgende spelers voort:
- Zinédine Zidane
- Johan Micoud
- Julien Escudé
- Sébastien Frey

## Bekende spelers
- Éric Bauthéac
- David Bellion
- Bruno Bellone
- Alen Bokšić
- Sébastien Chabaud
- Gaël Clichy
- Lee-Roy Echteld
- Julien Escudé

- Luis Fernandez
- Didier Frenay
- Sébastien Frey
- Jan Koller
- Adick Koot
- Ruud Krol
- Peter Luccin
- Johan Micoud

- François Omam-Biyik
- Jan Poortvliet
- David Suarez
- Gerald Vanenburg
- Patrick Vieira
- Jonathan Zebina
- Zinédine Zidane

## Trainer-coaches
| Van        | Tot        | Naam               | D | W | G | V |
| ---------- | ---------- | ------------------ | - | - | - | - |
| 01.07.2012 | 30.06.2014 | Jean-Marc Pilorget |   |   |   |   |
| 01.07.2009 | 30.06.2011 | Albert Emon        |   |   |   |   |
| 11.03.2008 | 30.06.2009 | Patrice Carteron   |   |   |   |   |
| 01.07.2007 | 10.03.2008 | Stéphane Paille    |   |   |   |   |
| 01.08.2003 | 30.06.2004 | René Marsiglia     |   |   |   |   |
| 01.07.2002 | 30.06.2003 | Robert Buigues     |   |   |   |   |
| 01.07.2001 | 30.06.2002 | René Marsiglia     |   |   |   |   |
| 01.07.1998 | 30.06.2001 | Roland Gransart    |   |   |   |   |
| 01.07.1997 | 15.05.1998 | Adick Koot         |   |   |   |   |
| 16.10.1995 | 30.06.1997 | Guy Lacombe        |   |   |   |   |
| 01.07.1994 | 15.10.1995 | Safet Sušić        |   |   |   |   |
| 01.07.1992 | 30.06.1994 | Luis Fernández     |   |   |   |   |
| 01.07.1990 | 30.06.1992 | Boro Primorac      |   |   |   |   |
| 01.07.1985 | 30.06.1990 | Luis Fernández     |   |   |   |   |
| 01.07.1983 | 30.06.1985 | Jean-Marc Guillou  |   |   |   |   |
| 01.02.1981 | 30.06.1983 | Charly Loubet      |   |   |   |   |
| 01.07.1976 | 31.01.1981 | Robert Domergue    |   |   |   |   |
| 01.07.1968 | 30.06.1976 | Dante Lerda        |   |   |   |   |
| 01.07.1959 | 30.06.1962 | Dante Lerda        |   |   |   |   |
| 01.07.1952 | 30.06.1955 | Lucien Troupel     |   |   |   |   |
| 01.07.1949 | 30.06.1952 | Tony Marek         |   |   |   |   |
| 01.07.1948 | 15.10.1948 | Elek Schwartz      |   |   |   |   |
| 01.07.1932 | 30.06.1934 | Billy Aitken       |   |   |   |   |